# Maria Dolors Majoral i Moliné
Maria Dolors Majoral i Moliné   (les Torres, 5 de setembre de 1935) és una buròcrata i política catalana de l'Alt Urgell. Fou la primera presidenta del Consell Comarcal de l'Alt Urgell, ens que presidí des de l'any 1987 fins al 1999, sent aleshores membre de Convergència i Unió (CiU), en un moment en què la totalitat de la gestió pública i de l'empresa privada de la comarca era portada per homes.
Maria Dolors Majoral va nàixer a Cal Bàrio, a la partida de les Torres, a La Seu d'Urgell, filla de Nadalina Moliné, nascuda al Pla de Sant Tirs, i de Ramon Majoral Fígols, de la Seu.
Abans d'entrar en política, va ser funcionària del Departament d'Agricultura de la Generalitat de Catalunya, des d'on va contribuir en matèria agrària al desenvolupament del Pirineu. També va ser una de les impulsores d'Òmnium Cultural a l'Alt Urgell, col·laborant estretament amb mossen Albert Vives i Mir. Resultat d'ésser electa regidora de l'Ajuntament de la Seu d'Urgell a les eleccions municipals espanyoles de 1987, va passar l'any 1988 a ser consellera comarcal de l'Alt Urgell, organ de recent creació i alhora primera presidenta de l'ens, marcant així una fita històrica. Com a presidenta de l'ens comarcal, Maria Dolors Majoral va enfocar el seu treball en l'arribada dels serveis bàsics a totes les localitats de la comarca. L'any 1999 deixà el càrrec i fou substituïda per Ventura Roca i Martí, conseller comarcal pel municipi d'Oliana i també membre de CiU. Des de llavors viu a la Seu d'Urgell, retirada de la política i la vida pública.